# Yarpole
Yarpole är en by i civil parish Croft and Yarpole, i grevskapet Herefordshire, i England. Byn är belägen 7 km från Leominster. Yarpole var en civil parish fram till 1987 när blev den en del av Croft & Yarpole. Civil parish hade 394 invånare år 1961. Byn nämndes i Domedagsboken (Domesday Book) år 1086, och kallades då Iarpol(e).